# 益田文和
益田 文和（ますだ ふみかず、1949年 - ）は、インダストリアルデザイナー。
多摩美術大学客員教授、名古屋学芸大学客員教授、金沢美術工芸大学講師、キッズデザイン賞審査委員長、環境省グッドライフアワード実行委員長、ウッドデザイン賞審査委員（木製分野長）、IAUDアウォード審査委員（副委員長）等を務める。
研究者としてはインダストリアルデザイン、特に地球環境的要因を基軸とするサステナブルデザインが研究テーマ。
グッドデザイン賞審査委員、公益財団法人日本デザイン振興会理事などを歴任。

## 概要
家庭用品から生産財までの製品デザインの他、企業に対するデザインコンサルティング、日本各地の地域産業におけるデザイン振興から国際的な協同プロジェクト等を手がける。
日本デザインコンサルタント協会代表幹事。Ｏ2グローバルネットワーク日本リエゾン。

## 来歴
東京都出身。東京造形大学卒業。株式会社オープンハウス代表。フロッグデザインディレクターを経て1991年株式会社オープンハウス設立。
2000年から2015年まで東京造形大学デザイン学科教授（インダストリアルデザイン／サステナブルプロジェクト）を務める。
2006年から2016年まで日本各地のほか、タイやインドネシアで毎年開催してきたサステナブルデザイン国際会議を主宰。（実行委員長）

## 著書
「エコデザイン　ベストプラクティス100」（共著／ダイヤモンド社）、「エコデザイン」（共著／東大出版会）など。
連載　UP「記憶の形」（東大出版会／2009年1月号～2011年12月号）
コムジンにて「エコデザイン」（web magazine by NTTコムウェア／2003年6月号～2004年5月号）
「ユニバーサルデザイン」（web magazine by NTTコムウェア／2004年6月号～2010年4月号）
「日本デザイン探訪」（web magazine by NTTコムウェア／2010年5月号～2015年3月号）